# Чунхамкок

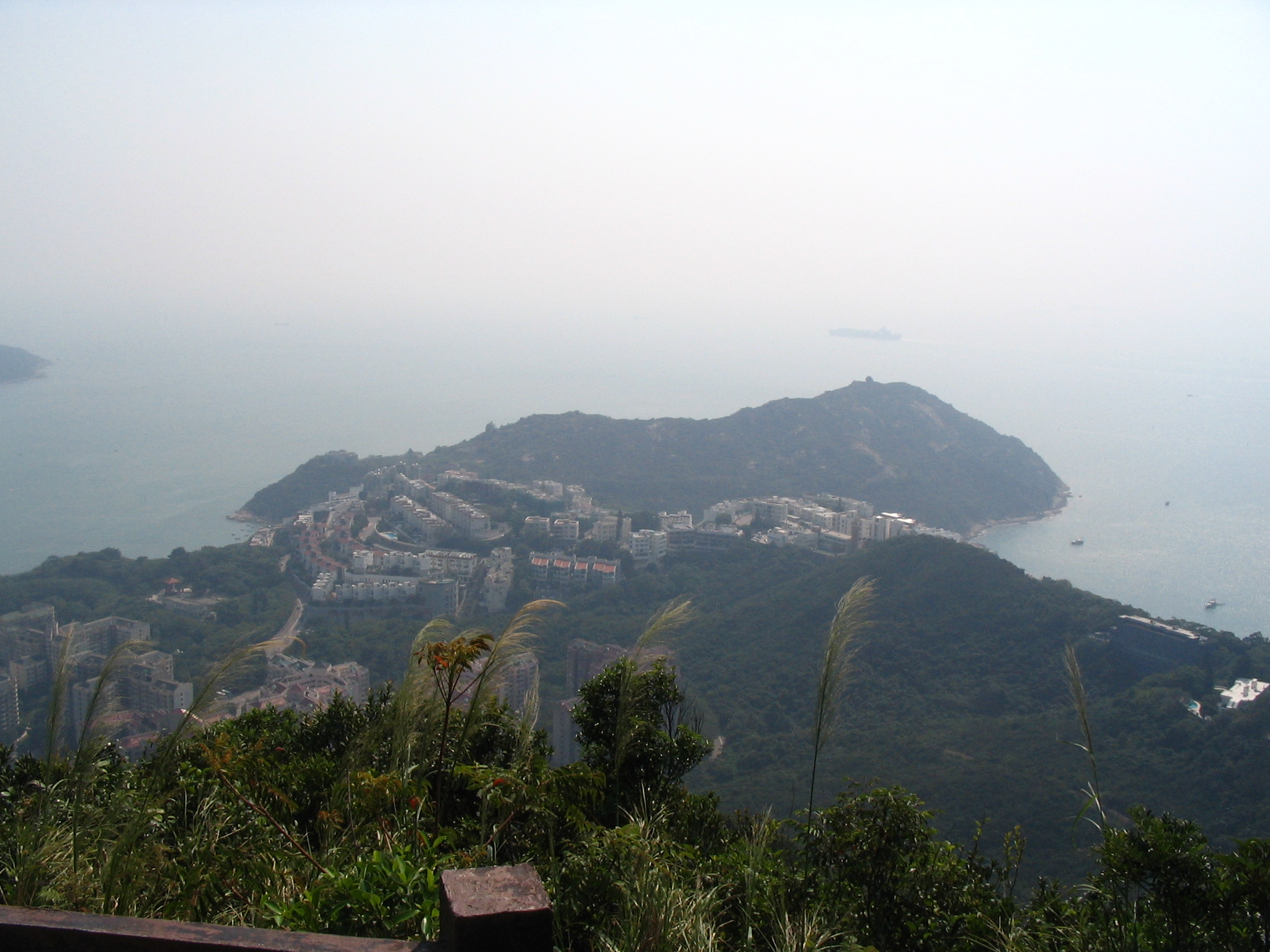
Чунхамкок

Чунхамкок (Chung Hom Kok, 舂坎角 или 舂磡角) — гонконгский район, входящий в состав округа Южный. Расположен на южном побережье острова Гонконг.

## География
На востоке Чунхамкок граничит с районом Стэнли, на севере — с районом Рипалс-Бэй, на юге омывается водами заливов Чунхамвань и Стэнли-бэй. Значительную часть одноимённого полуострова занимает парк Чунхамкок, раскинувшийся на холме Чунхамшань.

## Экономика
Основой экономики Чунхамкок являются туризм, розничная торговля и общественное питание. В районе расположен популярный пляж Чунхамкок, оборудованный зонами для барбекю и кафе. Также в районе находятся кварталы особняков и малоэтажных жилых комплексов (их обслуживают торговый центр Dairly Farm Shopping Centre, несколько супермаркетов и бассейн). Кроме того, правительство Гонконга развивает на территории района технополис «Чунхамкок Телепорт».

## Транспорт
Главной транспортной артерией района является улица Чунхамкок-роуд. Через район пролегает сеть автобусных маршрутов (в том числе и микроавтобусов).

## Здравоохранение
В районе расположена больница Чешир-Хоум (Чунхамкок), открывшаяся в 1961 году.